# 역진방지조항
역진방지조항(Rachet clasue)은 통상협정에서 사용되는 단어이다.

## 개요
국제무역의 활성화에 따라서 국가들 간 다양한 형식의 무역협정이 발효되기 시작되었고, 그 중에서도 자유 무역 협정이 많이 체결되기 시작하였다. 역진방지조항은 자유무역협정의 조항들 중 하나이며, 일단 자유화 혹은 개방한 부문의 경우 이를 다시 후퇴시킬 수 없다는 원칙을 내포하고 있다. 비슷한 맥락으로 한번 규제를 완화하면 다시 되돌리지 못한다는 것으로도 법적 해석이 가능하다.

## 상세
역진방지 조항은 역진 금지 조항, 래칫 조항 등 다양하게 불리고 있다.

## 사례
- 한미 자유 무역 협정[4]